# غوتا
غوتا (بالألمانية: Gotha) هي بلدة ألمانية تقع في ألمانيا في تورينغن. يقدر عدد سكانها بـ 46,497 نسمة .

## المدن التوأمة
مدن كيلسي، Romilly-sur-Seine، زالتسغيتر، غاستونيا (كارولاينا الشمالية) ومارتن (سلوفاكيا) هي مدن توأمة لـغوتا.

## معرض صور

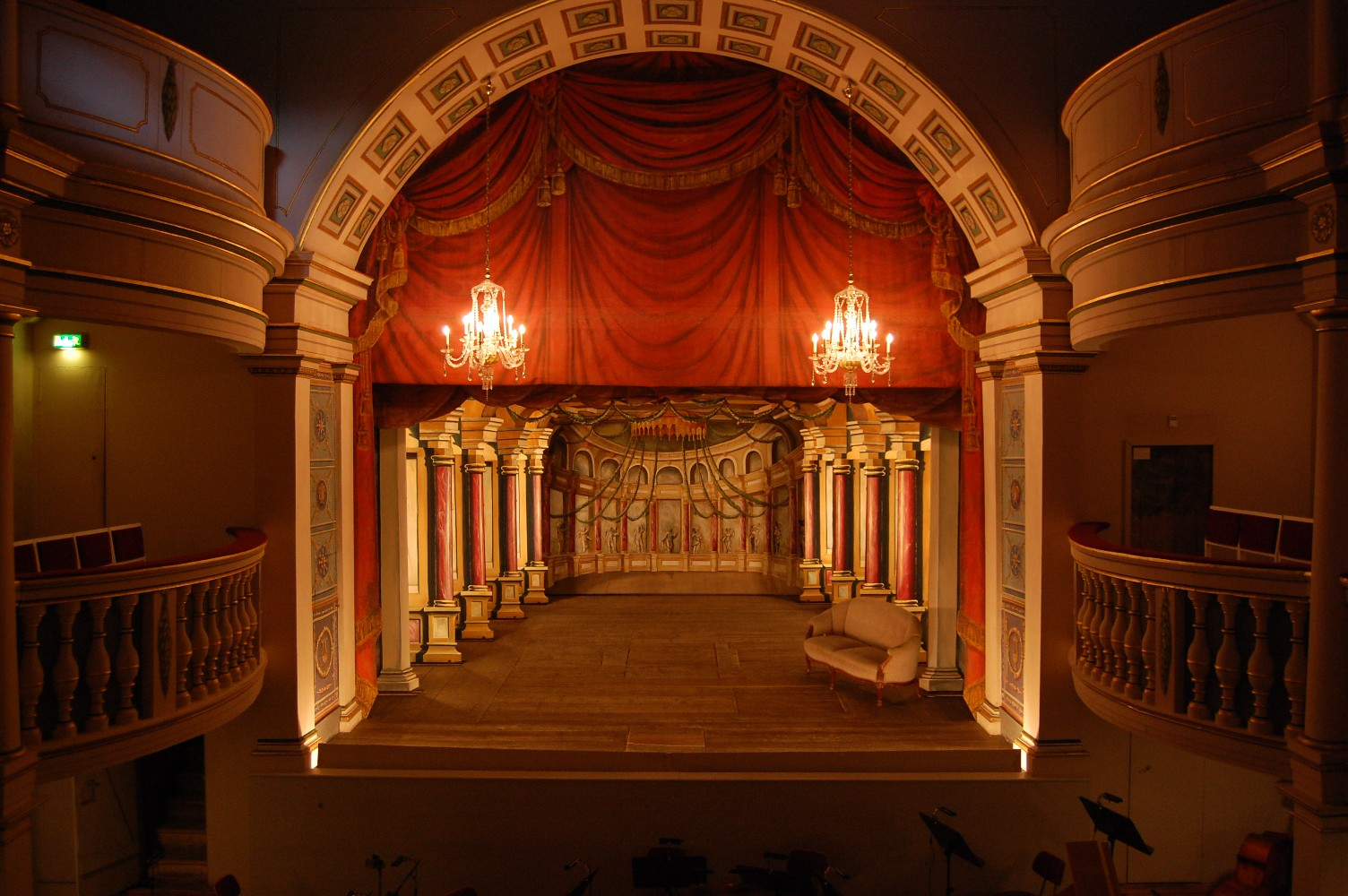
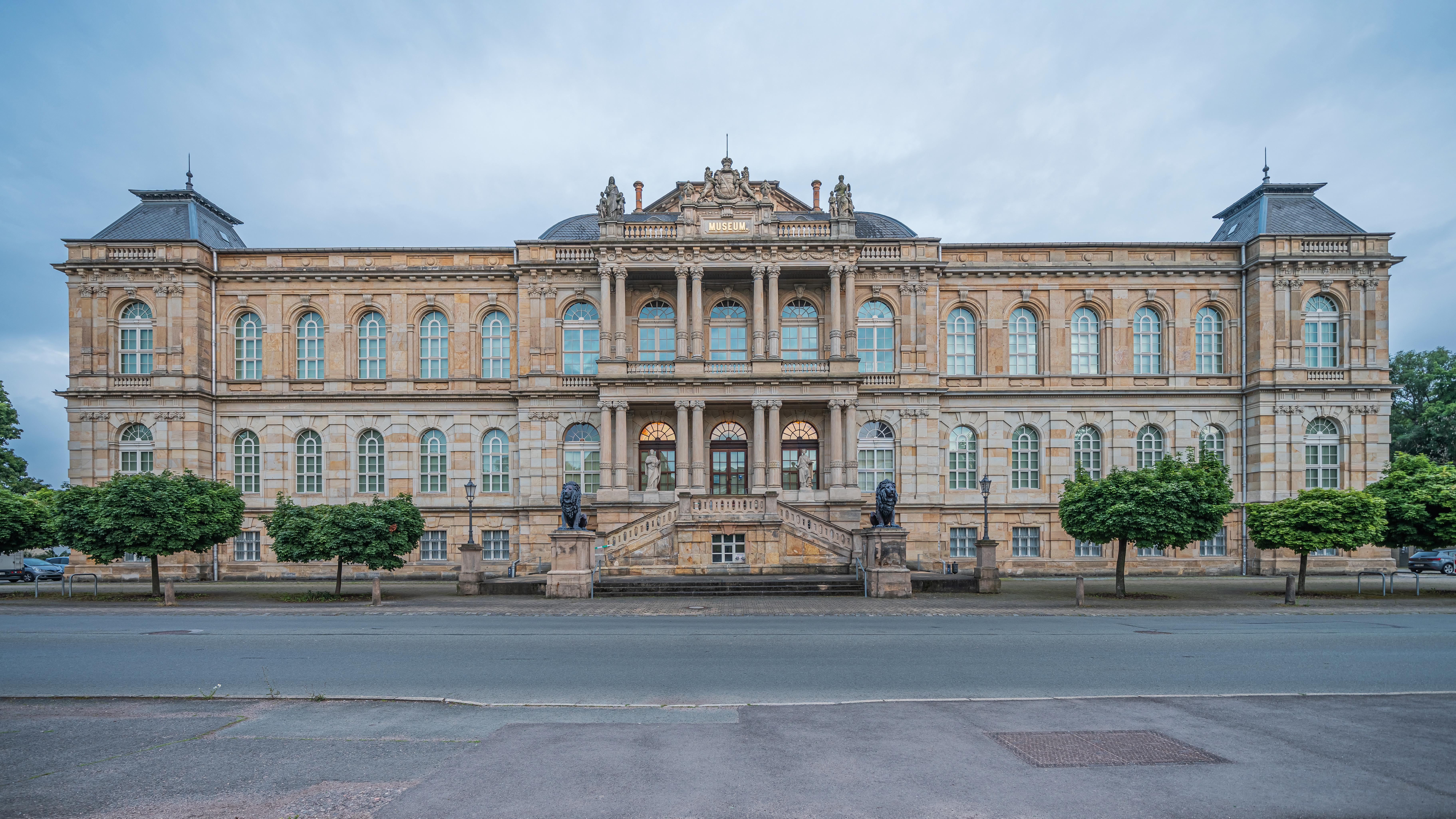
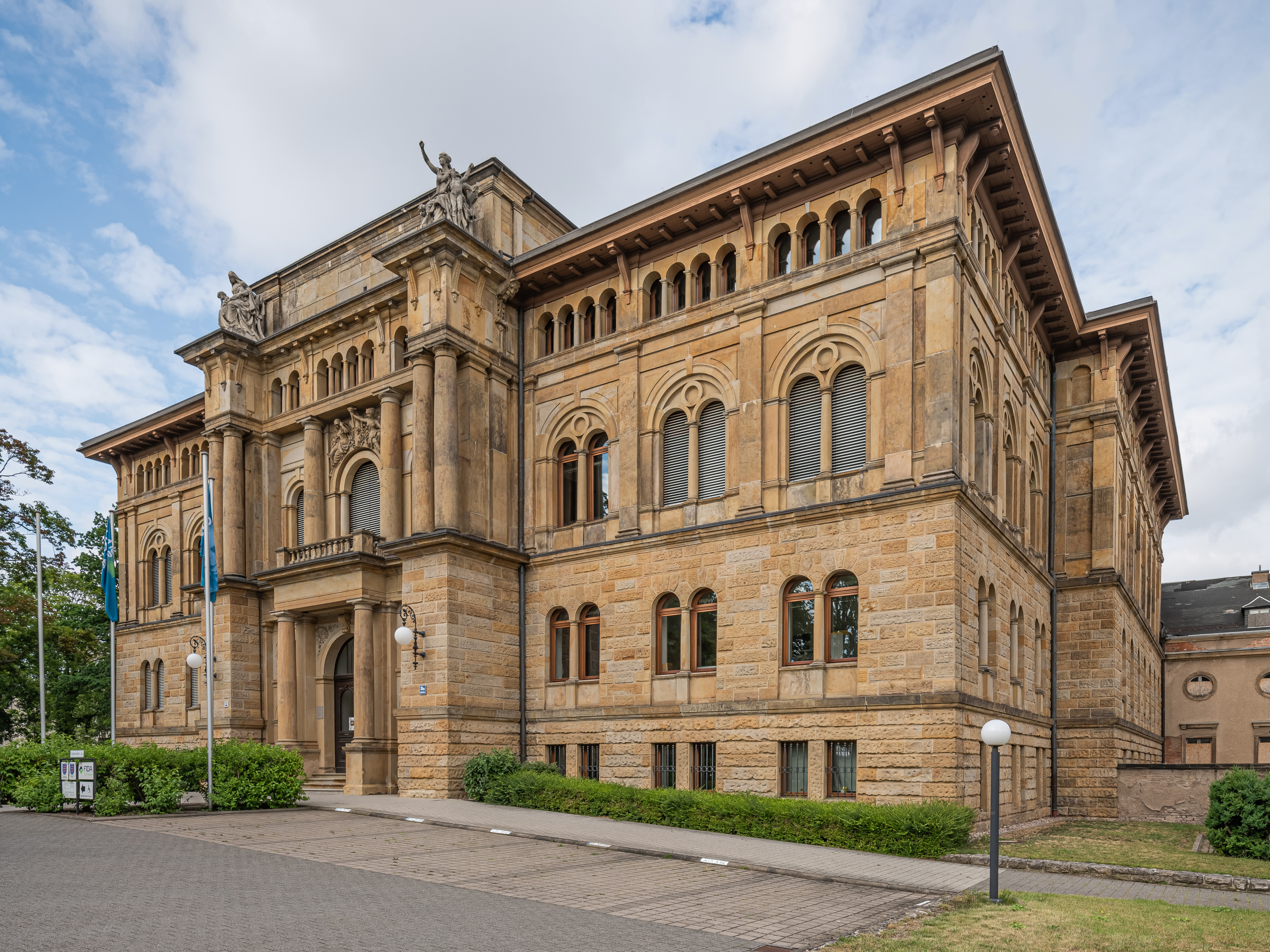
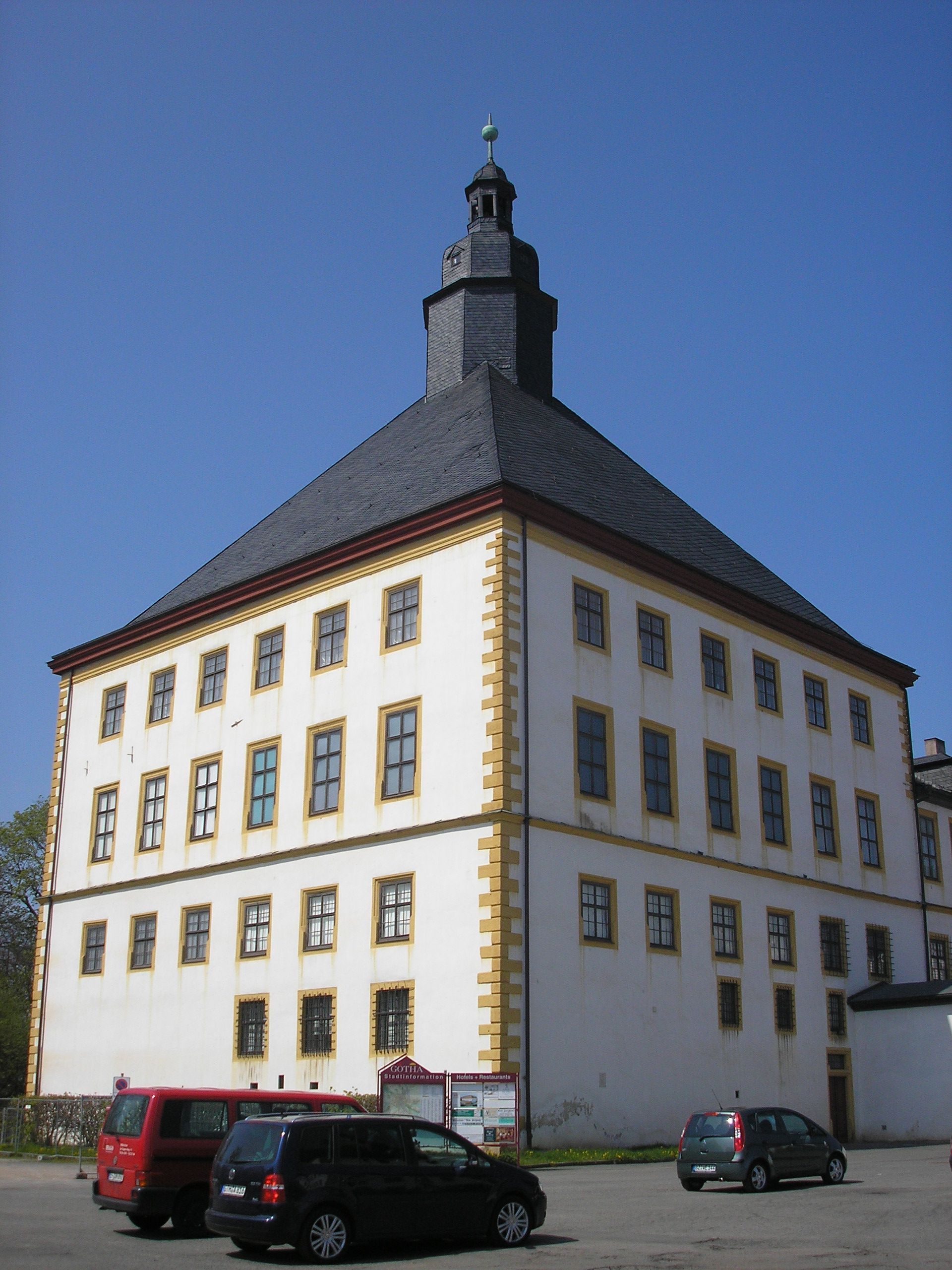
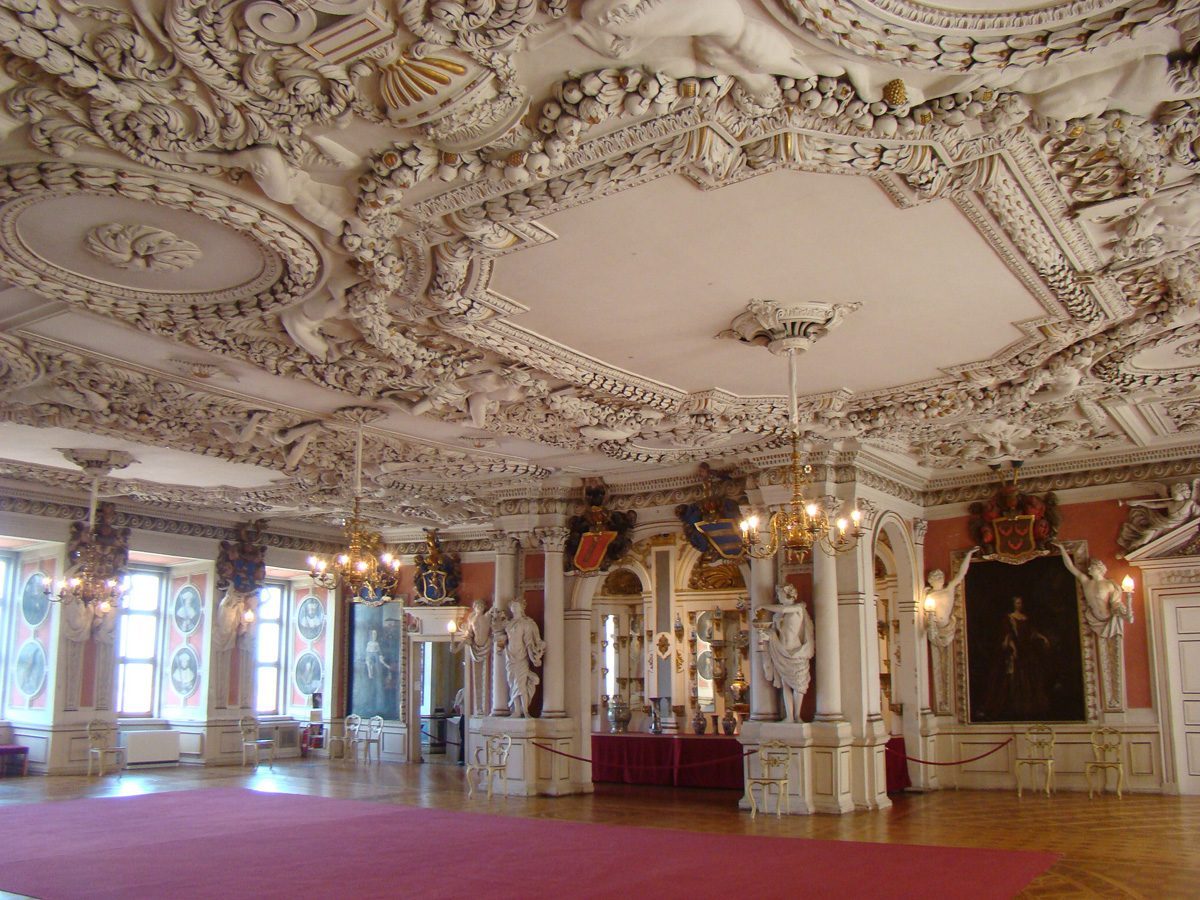
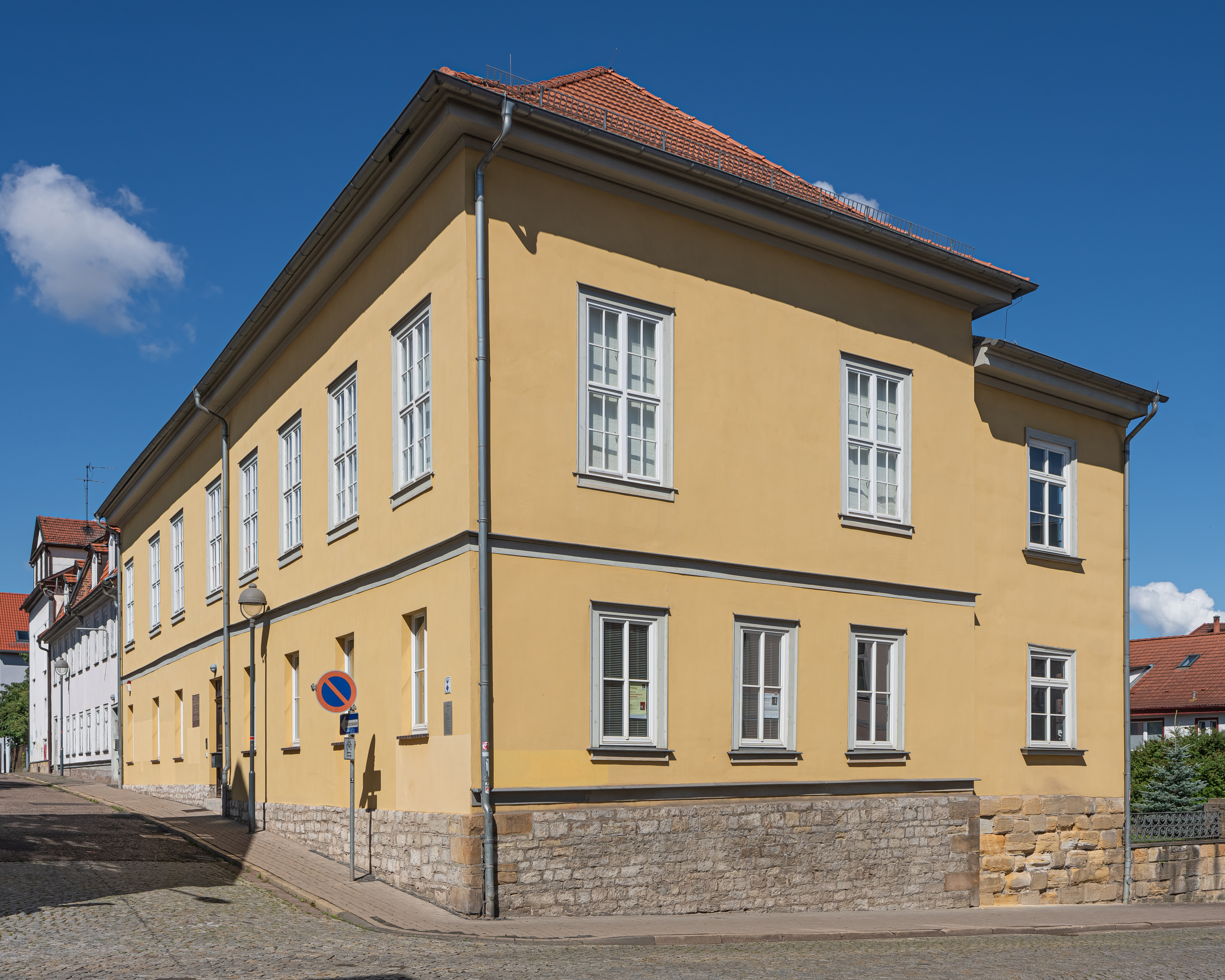

## أعلام
- بيتر أندرياس هانسن
- غوستاف فريتاخ
- سيبيلا أميرة ساكس كوبورج وغوتا
- أنطوانيت من ساكس-كوبرغ-سالفيلد
- دوق ألكسندر من فورتمبيرغ
- آدم وايسهاوبت
- إرنست الأول، دوق ساكس-كوبرغ وغوتا
- يوهان فريدريش بلومنباخ